# Patinoire du Haras
Patinoire du Haras – lodowisko w Angers we Francji, otwarta w 1982 roku. Na arenie odbywają się zawody w hokeju na lodzie, łyżwiarstwa synchronicznego. W hali otwarta jest również szkółka jazdy na łyżwach. Głównym użytkownikiem hali jest zespół hokejowy Ducs d’Angers, który uczestniczy w rozgrywkach najwyższej klasy rozgrywkowej we Francji Ligue Magnus.
Pod koniec listopada 2014 roku odbędą się tutaj mecze trzeciej rundy (półfinałowe) Pucharu Kontynentalnego.